# Ondskans sten
Ondskans sten (engelska: The Illearth War) är en bok i fantasygenren skriven av Stephen R. Donaldson 1978. Den gavs ut på svenska 1984 av bokförlaget Legenda. Boken är andra delen i serien Krönikorna om Thomas Covenant den klentrogne. Den svenska utgåvan är översatt av Roland Adlerberth. Trilogin, som från början var tänkt som en avslutad serie, följdes av flera delar. Först en andra trilogi, "Den andra krönikan om Thomas Covenant, den klentrogne", utgiven åren direkt efter den första och senare en tetralogi, utgiven mellan 2004 och 2013.